# Флорін Тенасе
Флорін Тенасе (рум. Florin Tănase; нар. 30 грудня 1994, Геєшть) — румунський футболіст, півзахисник клубу «Стяуа».
Виступав, зокрема, за клуб «Віїторул», а також національну збірну Румунії.

## Клубна кар'єра
У дорослому футболі дебютував 2012 року виступами за команду клубу «Віїторул», Проте не взяв участі у жодному професійному матчі. 
У 2013 році на правах оренди захищав кольори команди клубу «Волунтарі».
У тому ж році повернувся до «Віїторула». Цього разу відіграв за команду з Констанци наступні три сезони своєї ігрової кар'єри. Більшість часу, проведеного у складі «Віїторула», був основним гравцем команди.
До складу клубу «Стяуа» приєднався 2016 року. Станом на 22 травня 2022 року відіграв за бухарестську команду 187 матчів в національному чемпіонаті.

## Виступи за збірні
Протягом 2014–2016 років залучався до складу молодіжної збірної Румунії. На молодіжному рівні зіграв у 9 офіційних матчах, забив 3 голи.
У 2014 році дебютував в офіційних матчах у складі національної збірної Румунії.

## Титули і досягнення
- Чемпіон Румунії (1):

ФКСБ: 2024-25
- Володар Кубка Румунії (1):

ФКСБ: 2019-20
- Володар Суперкубка Румунії (1):

ФКСБ: 2025
- Найкращий бомбардир Чемпіонату Румунії (2):

ФКСБ: 2020–21, 2021-22